# 沙烏地阿拉伯公共投資基金
沙特阿拉伯公共投资基金（英語：Public Investment Fund，PIF; 阿拉伯语：‎）成立于1971年，是该国的主权财富基金。它是世界上最大的主权财富基金之一，估计总资产至少有6200亿美元。创建于1971年，目的是代表沙特阿拉伯政府投资资金。
2021年，PIF带领一个财团收购了英超俱乐部纽卡斯尔联。该收购案引发了人权组织的谴责。其他19家英超俱乐部谴责了沙特对纽卡斯尔的收购，称其损害了英超联赛的品牌。然而，該收購在充滿爭議下仍獲英超賽會批准落實，使紐卡素一躍成為新的豪門球會。
2021年10月，PIF成立了LIV高爾夫，由格雷格·諾曼擔任CEO，於2022年舉辦第一個賽季，拉攏了數以十計的頂級職業球手轉會，為PGA巡回赛帶來前所未有的衝擊。

## 外部連結
- 官方网站
- Public Profile PIF （页面存档备份，存于） from SWFI